# Villers-Chief
Villers-Chief is een gemeente in het Franse departement Doubs (regio Bourgogne-Franche-Comté) en telt 115 inwoners (2009). De plaats maakt deel uit van het arrondissement Pontarlier.

## Geografie
De oppervlakte van Villers-Chief bedraagt 7,8 km², de bevolkingsdichtheid is dus 14,7 inwoners per km².
De onderstaande kaart toont de ligging van Villers-Chief met de belangrijkste infrastructuur en aangrenzende gemeenten.

## Demografie
Onderstaande figuur toont het verloop van het inwonertal (bron: INSEE-tellingen).